# Udo Dirkschneider
Udo Dirkschneider (nacido el 6 de abril de 1952 en Wuppertal) es un cantante de heavy metal alemán, famoso por ser miembro fundador de la banda Accept. Desde fines de los años 1980 desarrolla su propio proyecto U.D.O.
Después de la disolución de la banda en la que previamente ejerciera como vocalista, Accept, en 1987, Dirkschneider formó U.D.O. Tras esa primera marcha hizo un par de parones en la trayectoria de su proyecto U.D.O. para participar en sendas reuniones de la formación original de Accept.
Dirkschneider aparece como estrella invitada en el disco "Arockalypse" (2006), del grupo finés Lordi (ganadores en el año 2006 del Festival de Eurovisión) con la canción They Only Come Out at Night y posteriormente en el sencillo de la misma canción. El vocalista del grupo, Mr. Lordi, afirma en un artículo en la revista "Kerrang!" que las canciones de U.D.O. Don't Look Back y Blitz of Lightning cambiaron su vida. Udo también aparece el videoclip "Shtil' (Штиль)" de la banda de metal rusa Aria. En la versión de Born to Be Wild que Raven (banda de la nueva ola del heavy metal británico) editaron en 1983 como sencillo, Udo aparece como vocalista invitado. Udo también ha colaborado en un par de ocasiones con su compatriota Doro Pesch.
Su voz única, su estatura baja, el vestir siempre de camuflaje y el pelo corto rubio son las señas de identidad de la estética del vocalista teutón.

## Discografía

### Con Accept

#### Álbumes de estudio
- Accept (1979)
- I'm a Rebel (1980)
- Breaker (1981)
- Restless and Wild (1982)
- Balls to the Wall (1984)
- Metal Heart (1985)
- Russian Roulette (1986)
- Objetion Overruled (1993)
- Death Row (1994)
- Predator (1996)

#### En vivo
- Kaizoku-Ban (1985)
- Staying A Life (1990)
- All Areas (1997)
- The Final Chapter (1998)

### Con U.D.O.

#### Álbumes de estudio
- Animal House (1987)
- Mean Machine (1989)
- Faceless World (1990)
- Timebomb (1991)
- Solid (1997)
- No limits (1998)
- Holy (1999)
- Man and Machine (2002)
- Thunderball (2004)
- Mission Nº X (2005)
- Mastercutor (2007)
- Dominator (2009)
- Rev-Raptor (2011)
- Steelhammer (2013)
- Decadent (2015)
- Steelfactory (2018)
- We Are One (2020) (with Das Musikkorps Der Bundeswehr)
- Game Over (2021)
- Touchdown (2023)

#### En vivo
- Live from Russia (2001)
- Nailed to Metal - The Missing Tracks (2003)
- Mastercutor Alive (2008)
- Best of & Live (2009)
- Live in Sofia (2012)
- Steelhammer - Live From Moscow (2014)
- Navy Metal Night (feat. The Marinemusikkorps Nordsee) (2015)

#### EP
- 24/7 (2005)
- The wrong side of midnight (2007)
- Infected (2009)
- Leatherhead (2011)

#### Recopilatorios
- Best Of (1999)
- Metallized (2007)
- Best Of & Live (2009)
- Celebrator (2012)

### Con Dirkschneider

#### Álbumes de estudio
- Balls to the Wall – Reloaded (2025)

#### En Vivo
- Live - Back To The Roots (2016)
- Live - Back To The Roots - Accepted! (2017)

### Con Udo Dirkschneider
- My Way (2022)